# William Burkill
William „Bill“ Burkill (* 19. Jahrhundert in Walsall; † 20. Jahrhundert) war ein britischer Radrennfahrer.

## Sportliche Laufbahn
Burkill war im Straßenradsport aktiv. Bei den Straßenradsport-Weltmeisterschaften 1922 in Liverpool gewann er hinter seinem Landsmann Dave Marsh die Silbermedaille im Straßenrennen. Die Straßenradsport-Weltmeisterschaften wurden bis 1926 nur für Amateure ausgetragen.
Über seine weiteren Lebensdaten und sportlichen Erfolge ist nichts bekannt.